# Tylorida
Tylorida is een geslacht van spinnen uit de  familie van de Tetragnathidae (Strekspinnen).

## Soorten
- Tylorida culta (O. P.-Cambridge, 1869)
- Tylorida cylindrata (Wang, 1991)
- Tylorida mengla Zhu, Song & Zhang, 2003
- Tylorida mornensis (Benoit, 1978)
- Tylorida seriata Thorell, 1899
- Tylorida stellimicans (Simon, 1885)
- Tylorida striata (Thorell, 1877)
- Tylorida tianlin Zhu, Song & Zhang, 2003
- Tylorida ventralis (Thorell, 1877)